# Marylise Issembé
Marylise Issembé est une avocate et personnalité politique gabonaise. Elle est la première femme avocate du Gabon.

## Carrière
Marylise Issembé est la première avocate gabonaise inscrite au barreau de Libreville. Elle a également occupé le poste de secrétaire d’État à la présidence de la république chargée de l’éducation populaire,,.